# 永遠に (アフロマニアの曲)
「永遠に」（えいえんに）は、アフロマニアの2枚目のシングル。2007年2月21日にEpicから発売された。

## 概要
- 「永遠に」は、テレビアニメ『ケロロ軍曹』のエンディングテーマとして使用された[2]。
- 「想い出がいっぱい」は、H2Oの楽曲のカバーである[3]。
- 収録曲全てが卒業のテーマとした楽曲となっている[4]。
- 初回限定特典としてワイドキャップステッカーが封入されている[5]。

## 収録曲
1. 永遠に [4:07]
作詞：ゲンゲン、作曲：アッキー、編曲：アフロマニア・塚崎陽平
  - テレビアニメ『ケロロ軍曹』エンディングテーマ
2. モモイロナミキ [4:45]
作詞：カッチャン、作曲：アッキー、編曲：アフロマニア・布花原健吉
3. 想い出がいっぱい [3:36]
作詞：阿木燿子、作曲：鈴木キサブロー、編曲：アフロマニア

## 収録アルバム
| 曲名           | 収録アルバム        | 発売日        | 規格品番  |
| -------------- | ------------------- | ------------- | --------- |
| 永遠に         | 『KING OF AFROCK!』 | 2007年8月22日 | ESCL-2997 |
| モモイロナミキ | 『KING OF AFROCK!』 | 2007年8月22日 | ESCL-2997 |